# Chamier

Chamier I

Chamier I odmienny

Chamier (Chamir, Chamyr, Chamier-Kamiński, Kotwica odmienny) – kaszubski herb szlachecki, według Przemysława Pragerta odmiana herbu Kotwica. herb własny rodziny Chamierów.

## Opis herbu
Herb występował w co najmniej dwóch wariantach. Opisy z wykorzystaniem klasycznych zasad blazonowania:
Chamier I: W polu srebrnym kotwica złota. Klejnot: nad hełmem bez korony hebrajski napis JHWH otoczony płomieniami złotymi. Labry złote, podbite srebrem.
Chamier I odmienny: Hełm w koronie, zaś w klejnocie Oko Opatrzności złote ze źrenicą błękitną (w jednej z wersji także z napisem "Jehovah").

## Najwcześniejsze wzmianki
Chamier I jest wymieniany przez tzw. "nowego Siebmachera" (Der Adel des Königreichs Preußen, 1906), Chamier I odmienny przez Cramera (Geschichte der Lande Lauenberg und Bütow, 1858) i Żernickiego (Die polnischen Stammwappen, 1904 i Der polnische Adel, 1900).
Herb tutaj omawiany wydaje się być ostatnim etapem ewolucji herbu Chamierów, którzy pierwotnie najwyraźniej posługiwali się herbem Księżyc. Następnie w herbie Chamier II środkowa gwiazda została zastąpiona przez krzyż czy też miecz, zaś ostatecznie krzyż czy miecz zlał się z księżycem w kotwicę.

## Rodzina Chamier
Rodzina szlachecka z ziemi bytowskiej, tradycja rodzinna i niemieckie herbarze przypisują jej pochodzenie francuskie. Nazwisko rodziny nie jest pochodzenia odmiejscowego. Wzmiankowani w 1515 (Greger Chamer) jako właściciele części Trzebiatkowej. W 1559 nie ma już ich w Trzebiatkowej, ale w pobliskim Ciemnie. Z 1570 pochodzi pierwsza wzmianka o Chamierach na terenie podległym władzy króla polskiego (Gliśno Wielkie, powiat człuchowski). W zaborze pruskim Chamierowie licznie zasilali armię pruską. Rodzina przyjmowała nazwiska odmiejscowe, Chamier pozostawiając jako przydomek: Ciemiński, Gliszczyński, Trzebiatkowski (według Pragerta mylnie), Kamiński (zniekształcenie Ciemińskiego)

## Herbowni
Chamier (Chamer, Chamir, Chamirsz, Chammer, Chammier, Chamyr, Szamier). Wedle Pragerta, herbem własnym z kotwicą mieli posługiwać się Chamierowie bez przydomku, bądź z przydomkami Kamiński, Ciemiński i Gliszczyński.
Chamierowie innych przydomków mieli używać wedle Pragerta innych herbów: Chamier II, Chamier III, Chamier IV.